# Glynis Johns
Glynis Margaret Payne Johns (* 5. Oktober 1923 in Pretoria, Südafrika; † 4. Januar 2024 in Los Angeles, Kalifornien) war eine britische Schauspielerin, Pianistin, Sängerin und Tänzerin. Die Grammy- und Tony-Preisträgerin spielte zahlreiche Hauptrollen im britischen und amerikanischen Kino der 1940er- bis 1960er-Jahre. Eine ihrer bekanntesten Rollen ist die der Winifred Banks im Filmmusical Mary Poppins (1964).

## Leben
Glynis Johns wurde 1923 in Pretoria als Tochter des walisischen Schauspielers und Autors Mervyn Johns (1899–1992) und der Konzertpianistin Alyce Steele (1901–1970; eigentlich Alice Maude Wareham) geboren. Ihre Familie befand sich zum Zeitpunkt ihrer Geburt auf Reisen in Südafrika. Ihre karrierebewussten Eltern sorgten für eine Ausbildung zur „kompletten Schauspielerin“, was auch Gesang, Tanz und Klavierspiel beinhaltete. Mit zwölf Jahren gab sie ihr Bühnendebüt und spielte unter anderem 1936 in der ersten englischen Produktion von Lillian Hellmans Stück The Children’s Hour.
Ihre Laufbahn als Filmschauspielerin begann 1938 mit South Riding unter der Regie von Victor Saville; in den folgenden Jahren arbeitete sie sich von anfänglich kleinen Auftritten zu substanziellen Rollen hoch. 1941 hatte sie eine größere Nebenrolle als deutschkanadische Farmerstochter in dem aufwändigen Kriegsfilm 49th Parallel von Powell und Pressburger, für die sie eine Auszeichnung des National Board of Review erhielt. Der Durchbruch gelang ihr 1948 in der Titelrolle von Miranda, wo sie an der Seite von David Tomlinson und Margaret Rutherford eine Meerjungfrau spielte. Es war das Spielfilmdebüt des bisherigen Dokumentarfilm-Regisseurs Ken Annakin. 1954 wurde eine Fortsetzung unter dem Titel Mad About Men nachgeschoben, in der Johns als Miranda und deren menschliche Cousine vor der Kamera stand.
Die Reise ins Ungewisse (1951) mit James Stewart und Der Unwiderstehliche (1952) mit Alec Guinness festigten ihre Position im Filmgeschäft. Walt Disney gab ihr in zwei seiner in Großbritannien gedrehten Spielfilme die weibliche Hauptrolle, beide Male an der Seite Richard Todds: als Mary Tudor in dem ebenfalls von Annakin inszenierten Eine Prinzessin verliebt sich (1953) und in Rob Roy – Der königliche Rebell (1953). Zu Höhepunkten ihrer Filmkarriere zählen die weibliche Hauptrolle der Jungfer Jean in der Ritterfilmparodie Der Hofnarr (The Court Jester, 1955) neben Danny Kaye und der von Fred Zinnemann inszenierte Der endlose Horizont (The Sundowners, 1960) mit Deborah Kerr, Robert Mitchum und Peter Ustinov, für den sie eine Oscar-Nominierung in der Kategorie Beste Nebendarstellerin erhielt.
Eine ihrer bekanntesten Rollen war die der Frauenrechtlerin und Mutter Winifred Banks in einem der erfolgreichsten Filmmusicals, Disneys P.-L.-Travers-Verfilmung von Mary Poppins (1964). Ihrer Enttäuschung über die geringe Präsenz ihrer Rolle begegnete Walt Disney, indem er die Sherman-Brüder beauftragte, ein zusätzliches Solo für sie zu schreiben. Das Lied wurde unter dem Titel Sister Suffragette bekannt. Als einziges Mitglied der Besetzung nahm Johns das Angebot wahr, sich einen Anteil an den Royaltys der Filmsongs zu sichern, was ihr für den Rest ihres Lebens regelmäßige Zahlungen einbrachte.
Zudem stand Johns oft auf der Theaterbühne und für Fernsehproduktionen vor der Kamera. 1963 war sie Hauptdarstellerin der Fernsehserie Glynis, in der sie die Krimi-Schriftstellerin Glynis Granville spielte. Die Serie wurde nach 13 Folgen eingestellt. In Gastrollen war Johns in Fernsehserien wie Batman, Love Boat und Mord ist ihr Hobby zu sehen. 
Am Broadway spielte sie unter anderem die Titelrolle in George Bernard Shaws Major Barbara und verkörperte in der Originalproduktion von Stephen Sondheims Musical A Little Night Music, basierend auf dem Ingmar-Bergman-Film Das Lächeln einer Sommernacht, die Rolle der glamourösen Schauspielerin Desiree Armfeldt. Hierfür wurde Johns 1973 mit einem Tony Award als beste Hauptdarstellerin in einem Musical ausgezeichnet. In A Little Night Music sang sie das Lied Send in the Clowns, das Sondheim extra für ihre Stimme geschrieben hatte und das später von vielen Künstlern gecovert wurde.
Eine ihrer letzten großen Rollen spielte sie 1995 als gutmütige Großmutter Elsie Callaghan an der Seite von Sandra Bullock und Bill Pullman in Jon Turteltaubs Während Du schliefst. Nach einem Auftritt als Großmutter von Molly Shannons Figur in Superstar – Trau’ Dich zu träumen zog sie sich 1999 in den Ruhestand zurück.

## Privates
Johns war viermal verheiratet; alle Ehen wurden geschieden. Aus ihrer ersten Ehe mit Anthony Forwood zwischen 1942 und 1948 ging ihr Sohn Gareth Forwood (1945–2007) hervor, der ebenfalls Schauspieler wurde. Ihre späteren Ehemänner waren David Foster (Ehe von 1952–1956), Cecil Henderson (Ehe von 1960–1962) und Elliott Arnold (Ehe von 1964–1973). Glynis Johns lebte im Alter zurückgezogen in einem Seniorenheim in Los Angeles. Im Oktober 2023 feierte sie ihren 100. Geburtstag und gab hierbei ein seltenes Interview. Sie starb im Januar 2024.

## Filmografie (Auswahl)
- 1938: South Riding
- 1939: Verstrickung (On the Night of the Fire)
- 1940: Der Dieb von Bagdad (The Thief of Bagdad)
- 1941: 49th Parallel
- 1944: The Halfway House
- 1945: Perfect Strangers
- 1947: Ein idealer Gatte (An Ideal Husband)
- 1948: Miranda
- 1949: Der Spielteufel (Third Time Lucky)
- 1950: Staatsgeheimnis (State Secret)
- 1951: Die Reise ins Ungewisse (No Highway)
- 1951: Der wunderbare Flimmerkasten (The Magic Box)
- 1951: Dakapo (Encore)
- 1952: Der Unwiderstehliche (The Card)
- 1953: Eine Prinzessin verliebt sich (The Sword and the Rose)
- 1953: Rob Roy – Der königliche Rebell (Rob Roy, the Highland Rogue)
- 1953: Gefahr für Barbara (Personal Affair)
- 1954: Dämonen der Südsee (The Seekers)
- 1954: Mad About Men
- 1954: Ins Paradies verdammt (The Beachcomber)
- 1955: Josephine und die Männer (Josephine and Men)
- 1955: Der Hofnarr (The Court Jester)
- 1956: Heirate nie in Monte Carlo (Loser Takes All)
- 1956: In 80 Tagen um die Welt (Around the World in Eighty Days)
- 1957: Befiehl du deine Wege (All Mine to Give)
- 1958: Herz ohne Hoffnung (Another Time, Another Place)
- 1959: Ein Händedruck des Teufels (Shake Hands with the Devil)
- 1960: Das Spinngewebe (The Spider’s Web)
- 1960: Der endlose Horizont (The Sundowners)
- 1961: Gnadenlose Stadt (Naked City, Fernsehserie, Folge 3x09)
- 1962: Das Kabinett des Dr. Caligari (The Cabinet of Caligari)
- 1962: Der Chapman-Report (The Chapman Report)
- 1963: Glynis (Fernsehserie, 13 Folgen)
- 1963: Papa’s Delicate Condition
- 1964: Mary Poppins
- 1964: Preston & Preston (The Defenders, Fernsehserie, Folge 3x27)
- 1965: Geliebte Brigitte (Dear Brigitte)
- 1967: Batman (Fernsehserie, 4 Folgen)
- 1968: Mit allen Wassern gewaschen (Don’t Just Stand There!)
- 1971: Unter dem Milchwald (Under Milk Wood)
- 1973: In der Schlinge des Teufels (The Vault of Horror)
- 1974: The Happy Prince (Kurzfilm, Sprechrolle)
- 1977: Three Dangerous Ladies
- 1982: Kleine Gloria – Armes reiches Mädchen (Little Gloria... Happy at Last, Miniserie)
- 1983: Cheers (Fernsehserie, Folge 1x20)
- 1984: Love Boat (The Love Boat, Fernsehserie, Folge 7x23)
- 1984: Das Verbrechen des Ovide Plouffe (Le Crime d’Ovide Plouffe, Miniserie)
- 1985: Mord ist ihr Hobby (Murder, She Wrote, Fernsehserie, Folge 2x05)
- 1987: Nukie
- 1988: Zelly and Me
- 1988: Scooby-Doo und die Geisterschule (Scooby-Doo and the Ghoul School, Sprechrolle)
- 1988–1989: Coming of Age (Fernsehserie, 15 Folgen)
- 1994: No Panic – Gute Geiseln sind selten (The Ref)
- 1995: Während Du schliefst (While You Were Sleeping)
- 1999: Superstar – Trau’ Dich zu träumen (Superstar)

## Auszeichnungen
- 1942: National Board of Review Award für ihr Schauspiel in 49th Parallel
- 1961: Oscar-Nominierung in der Kategorie Beste Nebendarstellerin für The Sundowners
- 1963: Golden-Globe-Nominierung in der Kategorie Beste Hauptdarstellerin – Drama für Der Chapman-Report
- 1965: Laurel Award in der Kategorie Beste Nebendarstellerin für Mary Poppins
- 1965: Grammy in der Kategorie Beste Aufnahme für Kinder für Mary Poppins
- 1973: Tony Award in der Kategorie Beste Hauptdarstellerin in einem Musical für A Little Night Music
- 1998: Ernennung zur Disney Legend